# CD Sete de Setembro
Der Clube Desportivo Sete de Setembro, in der Regel nur kurz Sete de Dourados genannt, ist ein Fußballverein aus Dourados im brasilianischen Bundesstaat Mato Grosso do Sul.

## Erfolge
- Staatsmeisterschaft von Mato Grosso do Sul: 2016
- Staatsmeisterschaft von Mato Grosso do Sul – 2nd Division: 2005

## Stadion
Der Verein trägt seine Heimspiele im Estádio Fredis Saldívar, auch unter dem Namen Douradão bekannt, in Dourados aus. Das Stadion hat ein Fassungsvermögen von 30.000 Personen.

## Trainerchronik
Stand: Juli 2021
| Trainer            | Nation    | von  | bis |
| ------------------ | --------- | ---- | --- |
| Napoleone Júnior   | Brasilien | 2008 |     |
| Elói Kruger        | Brasilien | 2011 |     |
| José Macena        | Brasilien | 2013 |     |
| Cláudio Roberto    | Brasilien | 2014 |     |
| Pedro Caçapa       | Brasilien | 2015 |     |
| Chiquinho Lima     | Brasilien | 2016 |     |
| Emanoel Sacramento | Brasilien | 2017 |     |
| Mauro Marino       | Brasilien | 2017 |     |
| Basilio Amaral     | Brasilien | 2017 |     |
| Nei César          | Brasilien | 2017 |     |
| Valdir Fortini     | Brasilien | 2019 |     |